# Never Let Me Down (canção)
"Never Let Me Down" é uma canção do músico britânico David Bowie e a faixa-título do álbum Never Let Me Down. A faixa foi lançada como terceiro e último single do álbum em 17 de agosto de 1987, tornando-se o último single solo de Bowie até "Real Cool World", de 1992, exceto por um remix de "Fame", em 1990. A canção foi escrita por Bowie e Carlos Alomar e produzida por Bowie e David Richards.
Comercialmente, "Never Let Me Down" foi o single de menor sucesso do álbum, embora ainda assim tenha chegado ao número 27 da Billboard Hot 100 e ao n°34 da UK Singles Chart. Foi o primeiro single de Bowie a ser lançado em CD. "Never Let Me Down" foi o último single de Bowie a entrar para o Top 40 da Billboard Top 100 até "Lazarus", de 2015.
A canção é considerada por críticos como uma das melhores faixas so álbum e entre as mais subestimadas de sua carreira. O videoclipe da canção, dirigido pelo diretor francês Jean-Baptiste Mondino, também recebeu elogios da crítica, sendo considerado pelo Los Angeles Times um dos melhores vídeos de 1987.